# Saint-Symphorien (Gironde)
Saint-Symphorien is een gemeente in het Franse departement Gironde (regio Nouvelle-Aquitaine). De plaats maakt deel uit van het arrondissement Langon. Saint-Symphorien telde op 1 januari 2022 1.825 inwoners.

## Geografie
De oppervlakte van Saint-Symphorien bedroeg op 1 januari 2022 106,29 vierkante kilometer; de bevolkingsdichtheid was toen 17,2 inwoners per km².

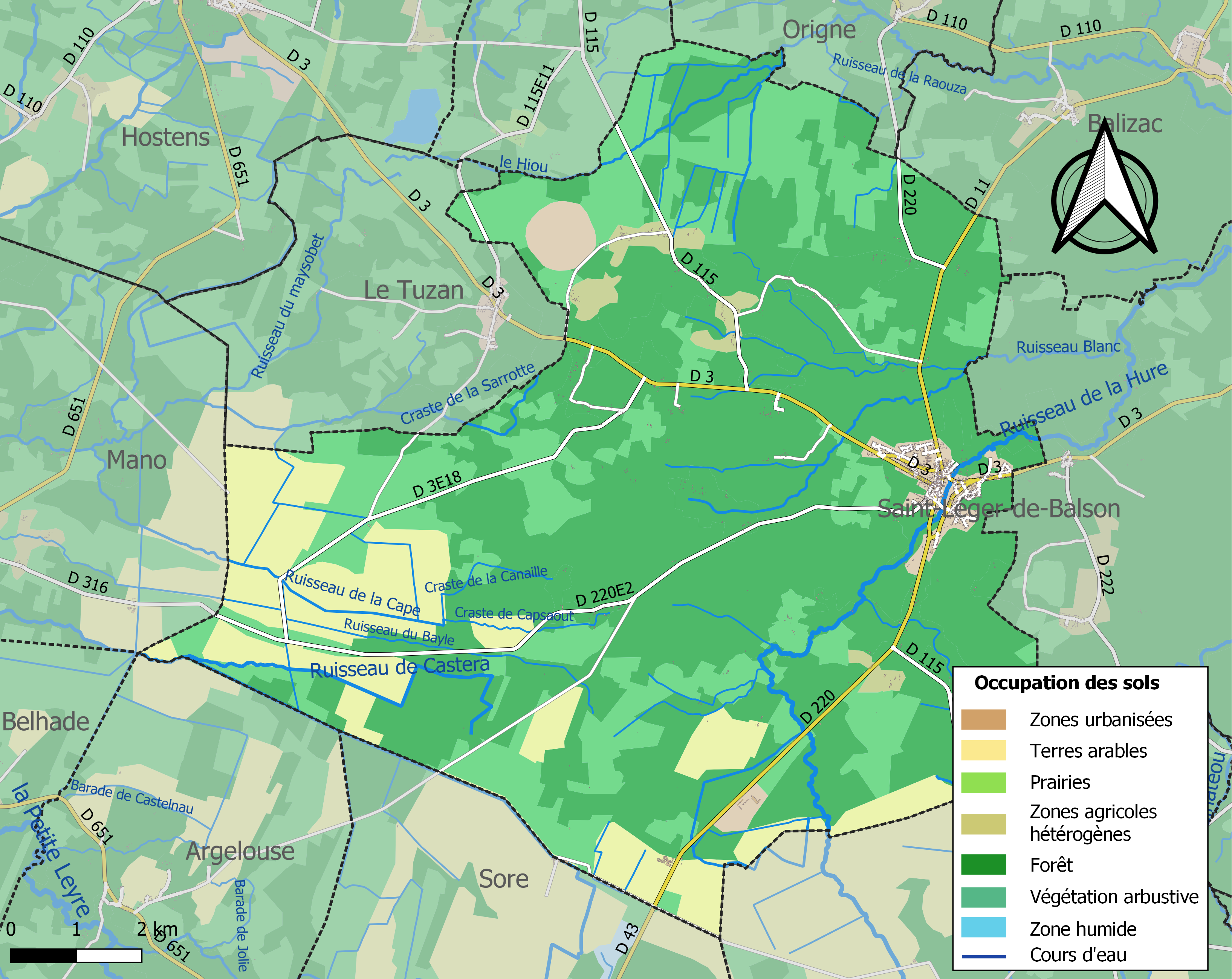
Kaart van de gemeente met belangrijkste infrastructuur, bodemgebruik en omliggende gemeenten

## Demografie
Onderstaande figuur toont het verloop van het inwonertal (bron: INSEE-tellingen).